# Enzo Civitareale
Enzo Civitareale ist ein italienischer Filmschaffender und Musiker.
Civitareale besuchte die Scuola di Cinema Gaumont und trat, nach Kurzfilmen, 1985 als Regisseur einer und Drehbuchautor zweier Episoden des Films Juke Box erstmals in Erscheinung; 2003 folgte das Skript für Sulla mia pelle seines Weggefährten Valerio Jalongo.

## Filmografie
- 1985: Juke box (zwei Episoden)
- 2003: Sulla mia pelle (nur Drehbuch)